# Sakiko Tamagawa
Sakiko Tamagawa (玉川 紗己子?, Tamagawa Sakiko, da sposata Sakiko Ikeda (池田 砂記子?, Ikeda Sakiko); Tokyo, 20 gennaio 1962) è un'attrice, doppiatrice e cantante giapponese.
È rappresentata dalla Sigma Seven ed è sposata con il collega Shūichi Ikeda. Fra i suoi ruoli più rilevanti quelli di Natsumi Tsujimoto in Sei in arresto!, la principessa Kakyuu in Sailor Moon Sailor Stars, Mariko Shinobu in Caro fratello, i Tachikomas in Ghost in the Shell: Stand Alone Complex, Pirotess in Record of Lodoss War.

## Doppiaggio

### Anime
- Akihabara dennō gumi: Miyama Soshigaya/Death Crow
- Atashinchi: Mrs. Toyama
- Blue Seed: Sakura Yamazaki
- Breakers: Tama
- Detective Conan: Akemi Miyano/Masami Hirota
- D.N.Angel: Emiko Niwa
- Eden of the East: Juiz
- Ghost in the Shell: Stand Alone Complex: Tachikoma
- Mirage of Blaze: Ayako Kadowaki/Haruie Kakizaki
- Caro fratello: Mariko Shinobu
- Mahō no angel Sweet Mint: Nuts
- Sailor Moon S: Elsa Gray
- Sailor Moon Sailor Stars: Principessa Kakyuu
- Shinreigari/Ghost Hound: Miki Komori
- Simoun: Onasia
- Bakuretsu Hunter: Dotta
- Tenchi muyō! GXP: Airi Masaki
- UFO Baby: Hitomi Saionji
- Yes! Pretty Cure 5 GoGo!: Re Montblanc
- You're Under Arrest: Natsumi Tsujimoto
- Lucy May: Clara

### OAV
- Blue Seed Beyond: Sakura Yamazaki
- Ghost in the Shell: Stand Alone Complex: Tachikoma
- Humming Bird - Ragazze con le ali: Kanna Toreishi
- Jewel BEM Hunter Lime: Lime
- Mirage of Blaze: Rebels of the River Edge: Ayako Kadowaki/Haruie Kakizaki
- Record of Lodoss War: Pirotess
- Bakuretsu Hunter: Dotta
- Chi ha bisogno di Tenchi?: Airi Masaki
- Sei in arresto!: Natsumi Tsujimoto
- Violence Jack: Keiko Tachibana

### Film
- Detective Conan: Trappola di cristallo: Akemi Miyano/Masami Hirota
- Eiga Pretty Cure All Stars New Stage 2 - Kokoro no tomodachi: EnEn
- Fullmetal Alchemist - La sacra stella di Milos: Miranda
- Ranma ½: Le sette divinità della fortuna: Lychee
- Spriggan: Miss Margaret
- You're Under Arrest - The Movie: Natsumi Tsujimoto

### Videogiochi
- Ace Combat 3: Electrosphere: Martha Yoko Inoue
- Brandish (versione PC Engine): Dela Delon
- Detective Conan: Il caso Mirapolis: Meg Wexham/Megumi Oikawa
- Dragon Century: Harumi
- Ghost in the Shell: Stand Alone Complex: Tachikoma
- Ghost in the Shell: Stand Alone Complex (videogioco 2005): Tachikoma
- Onimusha: Dawn of Dreams: Minokichi
- Power Stone: Rouge
- Power Stone 2: Rouge